# 佩爾狄卡斯一世
佩爾狄卡斯一世（Περδίκκας）是一位傳說中的馬其頓國王，大約於西元前七世紀時在位。

歷史學家希羅多德記載：
|  | "從阿爾戈斯竄逃至伊利里亞人的國度，泰梅諾斯的後裔高阿尼斯、埃洛普斯與佩爾狄卡斯三個兄弟翻越群山抵達了上馬其頓的城鎮，勒巴伊（Lebaea）" |